# Dwór Lipnicki w Bielsku-Białej
Dwór Lipnicki (zwany także zamkiem bialskim) – późnoklasycystyczny pałac położony w centrum Bielska-Białej, w dzielnicy Biała Krakowska, przy ul. Żywieckiej. Powstał w 1596 r. Jako dwór starostów lipnickich, jednak jego obecny kształt w całości pochodzi z I poł. XIX w., kiedy był własnością Albrechta Habsburga. Od 1885 r. należy do Zgromadzenia Córek Bożej Miłości, pełniąc funkcję klasztoru oraz prowadzonego przez nie domu dla upośledzonych dzieci i kobiet. Pałac otacza zabytkowy park, wraz z którym tworzy zespół pałacowo-parkowy.

## Historia i architektura
Do 1925 r. Dwór Lipnicki znajdował się w granicach odrębnej wsi Lipnik, która w latach 1499–1789 była siedzibą starostwa niegrodowego obejmującego znaczne obszary między Sołą na wschodzie a Białą na zachodzie.
W 1596 r. starosta Piotr Komorowski wybudował w miejscu tzw. dolnego folwarku lipnickiego niewielki zamek, który był nie tylko rezydencją starostów, ale pełnił także funkcje obronne – miał chronić granicy między Rzecząpospolitą a monarchią Habsburgów na Białej, a także mieszkańców przed beskidzkimi zbójnikami.
W I poł. XIX wieku stał się własnością arcyksięcia Albrechta Habsburga, właściciela dóbr w Żywcu i przedostatniego księcia cieszyńskiego. Zlecił on przebudowę Dworu Lipnickiego w stylu późnoklasycystycznym, w wyniku której całkowicie zatarty został pierwotny kształt budynku (stał się typowym pałacem), a także utworzył wokół niego rozległy park.
W 1885 r. Habsburg najpierw wydzierżawił, a następnie podarował pałac Zgromadzeniu Córek Bożej Miłości, założonemu w 1868 r. w Wiedniu. W Lipniku powstała pierwsza placówka tego zakonu na ziemiach polskich.
W 1896 r. nastąpiła przebudowa pałacu według projektu Emanuela Rosta juniora. Podwyższono go wówczas o jedno piętro, a od strony południowej dobudowano kaplicę św. Hildegardy. Odtąd Dwór Lipnicki jest budynkiem na planie prostokąta z czterospadowym dachem, a środek fasady zaakcentowany jest portalem i dekoracją okien.
Na piętrze powstał w 1869 r. zakład naukowo-wychowawczy dla dziewcząt, który w 1906 r. przekształcono w gimnazjum z seminarium nauczycielskim. W 1909 r. w obrębie zespołu pałacowo-parkowego, od strony dzisiejszej ul. Broniewskiego, powstał trzypiętrowy gmach, mieszczący szkołę prowadzoną przez zakon. Po II wojnie światowej mieściło się w nim II LO im. A. Asnyka. W 2001 r. zostało reaktywowane Gimnazjum Zgromadzenia Córek Bożej Miłości, a rok później liceum. Obie szkoły przejęły budynek przy ul. Broniewskiego.
Obecnie w pałacu mieści się klasztor Zgromadzenia Córek Bożej Miłości, a także prowadzony przez zakonnice dom opieki dla upośledzonych dzieci i kobiet.

## Linki zewnętrzne

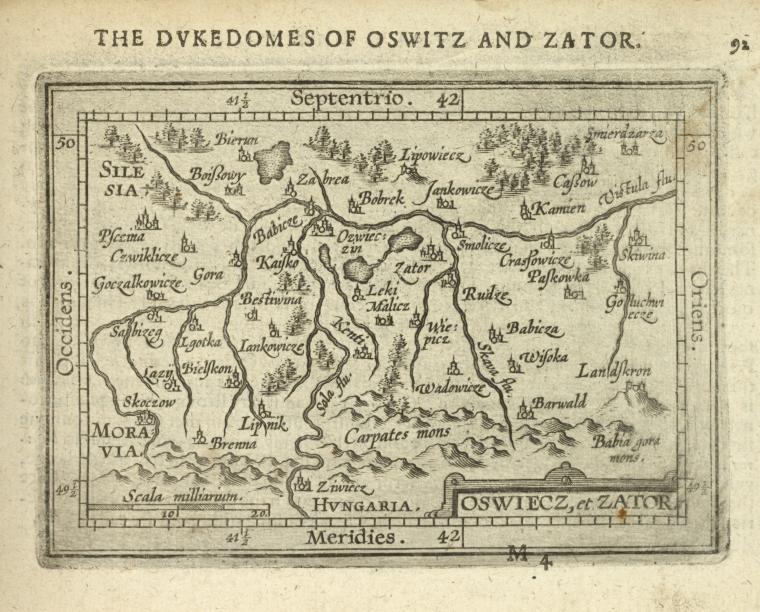
Lipnik na mapie Księstwa Oświęcimskiego i Zatorskiego – mapa Abrahama Orteliusa z 1603..
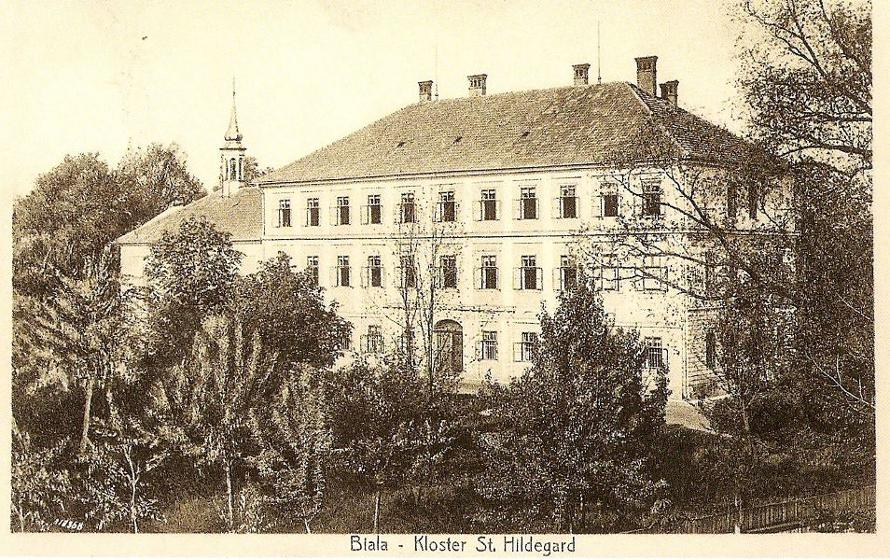
Dwór Lipnicki w 1900.
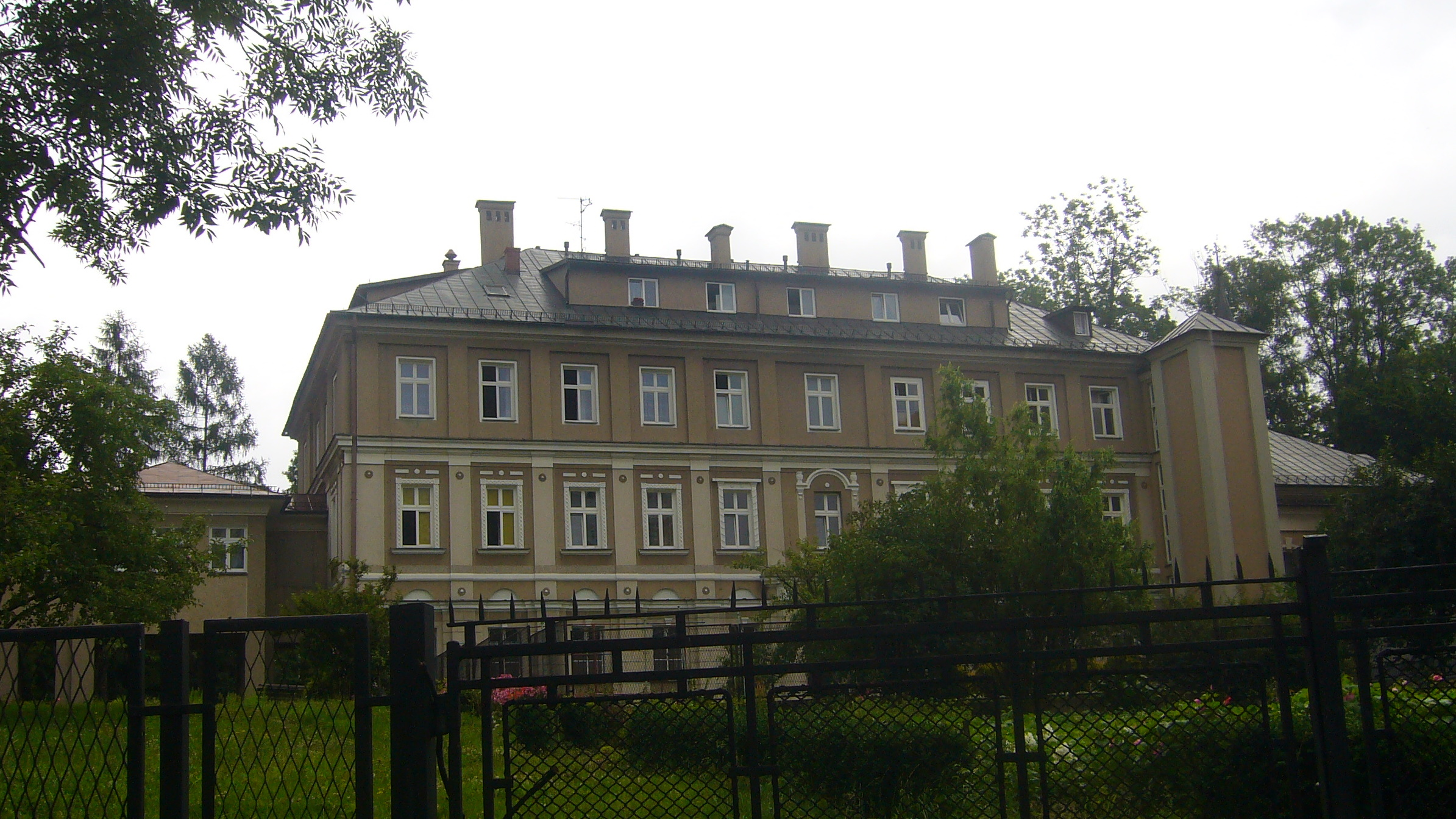
Elewacja tylna (widok od ul. Broniewskiego).